# 알바로 바디요
알바로 바디요 시푸엔데스(Álvaro Vadillo Cifuentes, 1994년 9월 12일~ )는 스페인의 축구 선수이다.